# Karl-Wilhelm Welwei
Karl-Wilhelm Welwei (17 de octubre de 1930 - 25 de agosto de 2013) fue un historiador alemán. Fue considerado como uno de los expertos más destacados en la historia de la antigua Grecia.

## Biografía
Welwei nació el 17 de octubre de 1930 en Witten. Estudió historia y filología clásica en la Universidad de Colonia. En 1963, recibió un doctorado bajo la tutoría de Hans Volkmann, y obtuvo su habilitación en 1970 en la Ruhr-Universität Bochum. Entre 1972 y 1996 fue profesor de Historia Antigua. Desde 1993 ha sido miembro del Instituto Arqueológico Alemán. 
Muchos de los libros de Welwei, incluyendo Die griechische Polis, Athen, Das klassische Athen han llegado a un estado normal. El foco de su investigación, además de la antigua Grecia son la República y épocas imperiales de la antigua Roma.

## Obras
Libros
- Athen. Vom neolithischen Siedlungsplatz zur archaischen Großpolis. Wissenschaftliche Buchgesellschaft, Darmstadt 1992, ISBN 3-534-07541-2.
- Die griechische Frühzeit 2000 bis 500 v. Chr. (Becksche Reihe; 2185). 2nd Edition. Beck Wissen, München 2007, ISBN 978-3-406-47985-4.
- Die griechische Polis. Verfassung und Gesellschaft in archaischer und klassischer Zeit. 2nd Edition. Verlag Steiner, Stuttgart 1998, ISBN 3-515-07174-1.
- Das klassische Athen. Demokratie und Machtpolitik im 5. und 4. Jahrhundert v. Chr. Primus-Verlag, Darmstadt 1999, ISBN 3-89678-117-0.
- Sparta. Aufstieg und Niedergang einer antiken Großmacht. Klett-Cotta, Stuttgart 2004, ISBN 3-608-94016-2.

Ensayos
- Römische Herrschaftsideologie und augusteische Germanienpolitik. In: Gymnasium Volume 93, 1986, p. 118 ff.
- The Peloponnesian War and its Aftermath. In: Konrad Kinzl (Hrsg.): A Companion to the Classical Greek World. Blackwell, Malden, Ma. 2008, ISBN 978-0-631-23014-4.